# (2141) Simferopol
(2141) Simferopol est un astéroïde de la ceinture principale.

## Description
(2141) Simferopol est un astéroïde de la ceinture principale. Il fut découvert le 30 août 1970 à Naoutchnyï par Tamara Smirnova. Il présente une orbite caractérisée par un demi-grand axe de 2,80 UA, une excentricité de 0,13 et une inclinaison de 5,9° par rapport à l'écliptique.

## Compléments